# Suske
De jongen Suske is een van de hoofdpersonages uit de Suske en Wiske-reeks. Ook in de stripserie Amoras en De Kronieken van Amoras speelt Suske een belangrijke rol, het eerste album van de Amoras-reeks is naar hem genoemd (Suske).
Zijn volledige naam is François Antigoon, maar zo wordt hij zelden genoemd. Wiske noemt hem af en toe Fransiscus of Frans. Willy Vandersteen vernoemde Suske naar zijn eigen vader, die Franciscus heette maar vaak "Sus" werd genoemd.

## Uiterlijk
Suske is in de eerste albums te herkennen aan een korte knievrije zwarte broek, een rood shirt en een kuifje in zijn zwarte haar. In het allereerste album, Het eiland Amoras, draagt hij echter een zeer eenvoudig zwart kort broekje zonder pijpen, en van boven alleen maar een rood met geel giletje.
In latere albums wordt dit een lange zwarte broek. Op een gegeven moment duikt hij op in modernere kleren, zoals een beige skatebroek. De kleurcode van de personages bleek echter zeer belangrijk, er kwamen in 2001 vele protesten na de (uiterlijke) aanpassingen van de hoofdpersonages, en na vele verhalen kreeg Suske (net als Wiske) zijn vertrouwde kleding terug. Toch draagt hij net als de anderen vaak (tijdelijk) andere kleding, afhankelijk van het verhaal. 
In 2017 werd opnieuw een make-over doorgevoerd. Suske draagt nu skinny jeans en een rode trui met capuchon.

## Rol in de serie
Suske is de laatst levende nakomeling van Sus Antigoon, zijn over-over-overgrootvader was de stichter van Amoras. Hij verschijnt voor het eerst in Op het eiland Amoras (1947). Hij is een weesjongen op Amoras en behoort tot de clan der 'Mageren'. Op het eiland strijden Suske, Wiske, tante Sidonia en professor Barabas in een oorlog tussen de Vetten en de Mageren, aan de kant van de laatsten. Na dit avontuur wil Suske niet meer van Wiske scheiden en reist met de vrienden mee terug naar België. Hij wordt nu geadopteerd door tante Sidonia.
Suske is in het algemeen veel braver dan Wiske, maar om iemand in nood te helpen zal hij toch wel regels overtreden. Suske is onverschrokken; vaak toont hij geen angst als hij de strijd met de vijand aan gaat. Hij is wel terughoudender dan Wiske, maar mensen (en dieren) in nood kunnen altijd op zijn hulp rekenen.
Suske is minder nieuwsgierig, maar misschien iets slimmer dan Wiske. Hij denkt vaak na als anderen zich laten meeslepen in de chaos. Meestal wordt hij echter niet serieus genomen. De volwassenen zien zijn standpunt vaak alleen als de mening van een klein kind of fantasie, dit gebeurt Wiske ook regelmatig.
Een paar keer in de verhalen is de hoofdrol min of meer weggelegd voor Suske, zoals in De stalen bloempot (1951) waarin hij koning van Amoras wordt. In De curieuze neuzen (2007) loopt Suske weg, omdat hij zich als adoptiekind niet gewenst voelt tijdens een gezellig familiefeest bij tante Sidonia. Suske loopt ook weg in Het ros Bazhaar (1974) waarin hij zich onbegrepen voelt. In De goalgetter (1990), waar hij met behulp van een magische ster een kampioen in voetbal wordt, verliest Suske tijdelijk alles uit het oog door zijn succes. Wiske kan dit niet verdragen, ook in andere avonturen neemt zij het niet als Suske aandacht voor iets of iemand anders heeft dan voor haar.

## Varia
- In De bloedbroeder (2013) wordt duidelijk dat Suske en een van de grootste antagonisten uit de serie, Krimson, dezelfde erg zeldzame bloedgroep hebben.
- In Het gebroken dorp (2014) vertelt Suske dat hij van adellijke afkomst is, doordat hij lid is van de familie Antigoon. Hij wordt ook graaf van Marchimont, het dorp dat hij als uitverkorene heeft verlost van een vloek.
- In Sterrenrood (2015) gaat Suske samen met tante Sidonia en Wiske naar het museum van de Red Star Line. Hij ontdekt hier dat Wiske van Stiefrijke, de jongste dochter van de zus van de overgrootmoeder van tante Sidonia, op haar reis naar Amerika kennismaakte met Cuzke Bypenzwyp en zijn moeder Zydonya uit Polen.
- Alhoewel de personages Suske en Wiske niet voorkomen in de eerste reeks van de Jerom-strip, doen ze wel mee in De wonderbare reizen van Jerom. De poppen van deze twee stripfiguren komen voor in Het mysterie Nooittevree. Suske en Wiske spelen zelf een kleine rol in Pipo papegaai en in Wie een put graaft voor een ander.

## Vertalingen
Enkele Suske en Wiske-albums zijn ook verschenen in andere landen en in deze vertalingen heeft Suske een andere naam:
- Bob, vertaling in het Engels, bijvoorbeeld in het album The Poisoned Rain (De ruige regen).
- Spike, vertaling in het Engels.
- Willy, vertaling in het Engels.
- Bob, vertaling in het Frans, bijvoorbeeld in het album Les Piquedunes Pickepockets (De dappere duinduikers).
- Siggi, vertaling in het IJslands, bijvoorbeeld in het album F'akurinn Fjúgandi (Het ros Bazhaar).
- Peter, vertaling in het Duits.
- Willi, vertaling in het Duits.
- Freddie, vertaling in het Duits.
- Cisko, vertaling in het Esperanto.
- Antti, vertaling in het Fins.
- Finn, vertaling in het Zweeds.

Suske heeft zijn oorspronkelijke naam behouden in de volgende vertalingen:
- Antwerps
- (Noord-)Brabants
- Fries
- Limburgs
- Drents

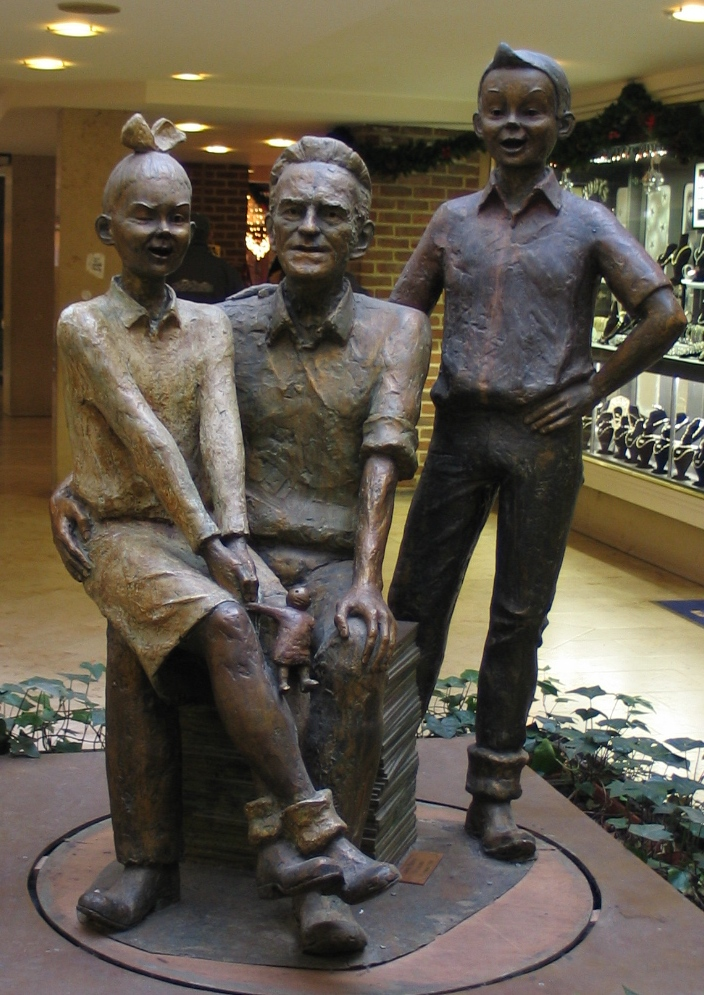
Een standbeeld van Willy Vandersteen met Suske, Wiske en Schanulleke in Hasselt
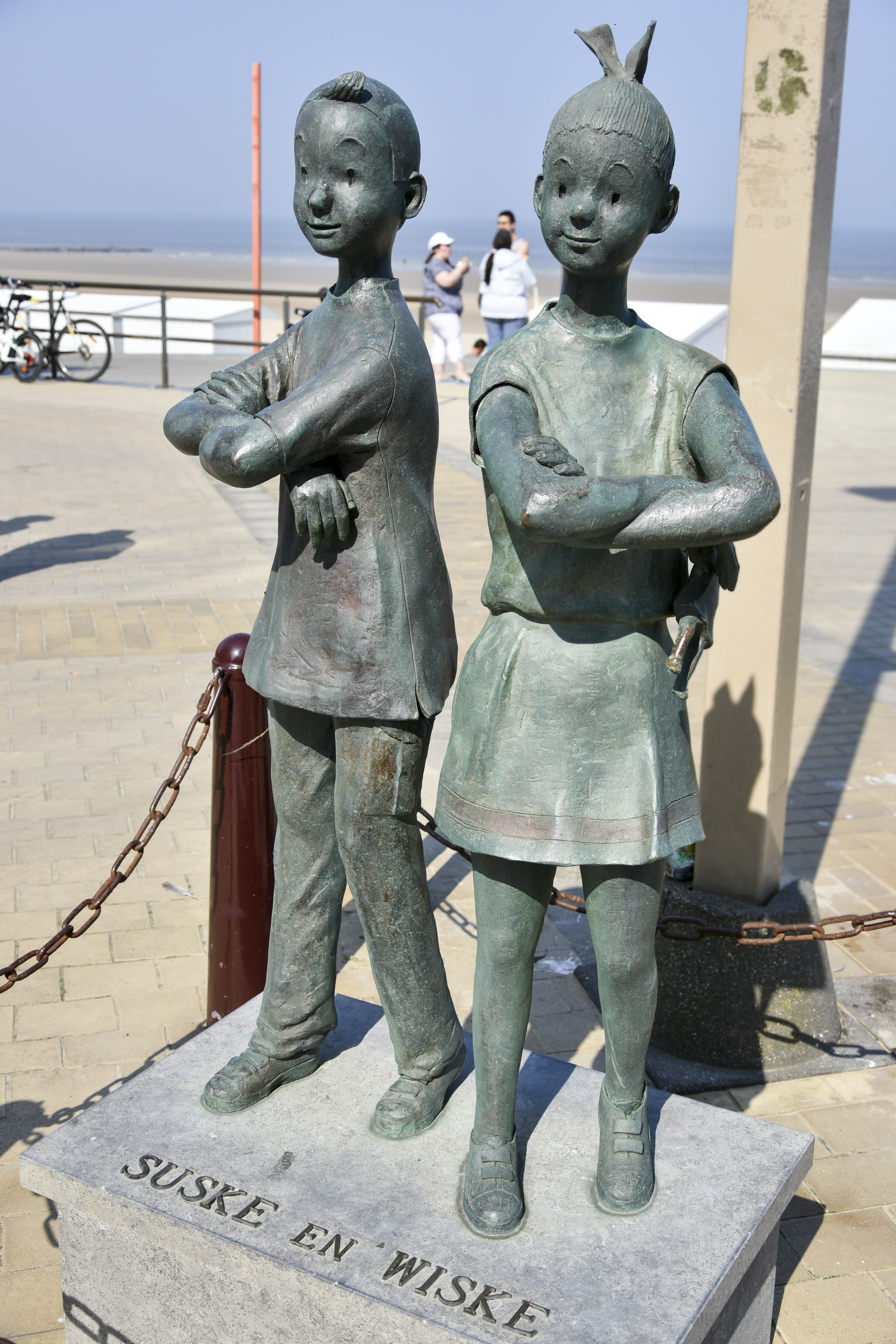
Suske en Wiske, stripstandbeelden Middelkerke